# Sphaeromides polateni
Sphaeromides polateni là một loài chân đều trong họ Cirolanidae. Loài này được Angelov miêu tả khoa học năm 1968.